# Matteo Greuter
Matteo Greuter (Strasburgo, 1566 – Roma, 1638) è stato un pittore e incisore tedesco.

## Biografia
Disegnatore e incisore, si dedicò con notevole successo alla realizzazione di globi celesti e terrestri. Realizzò le incisioni su rame delle macchie solari per le lettere sulle macchie solari di Galileo e le illustrazioni per Rosa Ursina di Christoph Scheiner.
Della sua vita sappiamo pochissimo. Soggiornò a Lione, Avignone e poi a Roma dove, nel 1600, ebbe un figlio, Johann Friedrich, che intraprese come il padre la carriera di incisore.
Produsse opere per il cardinale Scipione Borghese, per papa Paolo V, per l'Accademia dei Lincei e per papa Urbano VIII.

## Opere
- Pianta di Roma (1618)
- Pianta di Frascati e delle Sue Ville Suburbane (1620)
- Melissographia et Apiarium (1625)
- Pianta di Roma (1638)
- Carta d'Italia in 12 fogli (1630)
- Globo terrestre (1632)
- Globo celeste (1636)
- Globo celeste 1695
- Globo terrestre Anonimo 1744 su matrice Greuter